# 陈良惠
陈良惠（1939年10月28日—），福建福州人，半导体光电子学家，中国工程院院士。
1999年，获选中国工程院信息与电子工程学部院士。